# Харчевников, Иван Митрофанович
Иван Митрофанович Харчевников (1901—1968) — советский военачальник, полковник (1942). Начальник штаба 1-го танкового корпуса, участник Гражданской, Советско-финляндской и Великой Отечественной войн.

## Биография
Родился 11 марта 1901 года в селе Дмитриевка, Воронежской губернии.
С 1919 года призван в ряды РККА и направлен на Южный фронт, был участником Гражданской войны в составе 33-й Кубанской стрелковой дивизии в должности красноармейца 297-го стрелкового полка. С 1920 по 1921 год обучался в 49-х Грозненских пехотных курсах. С 1921 по 1922 год служил в 389-м стрелковом полку в должностях командира отделения, звена, помощника командира взвода, старшины роты и командира стрелкового и учебного взвода. С 1922 по 1925 год служил в войсках Украинского военного округа в составе 44-й стрелковой дивизии в должности командира роты 130-го стрелкового полка. С 1925 по 1927 год обучался Киевской объединённой школе командиров РККА имени С. С. Каменева.
С 1927 по 1939 год служил в Московском военном округе в составе 3-й отдельной танковой бригады в должностях командира взвода, начальник танковой школы, ротным командиром, помощником командира и командиром учебного батальона, помощником командира этого полка по технической части, начальник полковой школы и начальник штаба полка, командир учебного и танкового батальонов. С 1930 по 1931 год обучался в ЛБТКУКС. С 1939 года — помощник командира 39-й отдельной легко-танковой бригады по технической части, в составе бригады был участником Советско-финляндской войны. С июля по сентябрь 1940 года — помощник командира 31-го танкового полка по технической части в составе 18-й танковой дивизии. С сентября 1940 по сентябрь 1941 года помощник командира 18-й танковой дивизии по технической части. В 1941 году окончил КУКС при Военной академии бронетанковых войск РККА имени И. В. Сталина.
С июля 1941 года участник Великой Отечественной войны в составе  войск Западного фронта в должности помощника командира 18-й танковой дивизии по технической части, был участником Смоленской стратегической оборонительной операции. С сентября по декабрь 1941 года — помощник командира 127-й танковой бригады по технической части в составе 16-й армии Западного фронта, в составе армии бригада участвовала в Московской битве. С декабря 1941 по ноябрь 1942 года — помощник генерал-инспектора  Бронетанковых и механизированных войск Красной армии. С ноября 1942 по январь 1943 года — начальник штаба 1-го танкового корпуса, в составе войск Брянского фронта принимал участие в Сталинградской битве и в тяжёлых боях нанёс поражение 48-му танковому корпусу вермахта. В течение 21—22 ноября корпус с боями прошёл более 80 километров, разгромив при этом румынскую 1-ю танковую дивизию и остатки 22-й танковой дивизии вермахта. 23 ноября мотострелковая бригада из состава корпуса ворвалась на станцию Чир, перекрыв таким образом железную дорогу, являвшуюся главной артерией снабжения сталинградской группировки противника. 
С февраля 1943 по июнь 1944 года — старший помощник генерал-инспектора Бронетанковых и механизированных войск Красной армии. С июня 1944 по март 1945 года — начальник Второго Харьковского танкового училища. С марта по апрель 1945 года — командир 135-й танковой бригады в составе 2-го Украинского фронта. С 16 апреля по 29 июля 1945 года — командир 3-й танковой бригады. С 1945 по 1947 год — командир 3-го танкового полка в составе 23-й танковой дивизии. С 1947 по 1950 год — старший инспектор Инспекторской группы Управления боевой подготовки Бронетанковых и механизированных войск Красной армии. С 1950 по 1951 год — заместитель командира 10-й гвардейской танковой дивизии. С 1951 по 1953 год — начальник Управления боевой подготовки 4-й гвардейской механизированной армии в составе ГСВГ.
С 1953 года в запасе.
Скончался 20 марта 1968 года в Москве.

## Награды
- Орден Ленина (21.02.1945)
- три ордена Красного Знамени (24.06.1943, 03.11.1944, 15.11.1950)
- Орден Красной Звезды (11.04.1940)
- Медаль «За оборону Сталинграда» (22.12.1942)
- Медаль «За оборону Москвы» (01.05.1944)
- Медаль «За оборону Кавказа» (01.05.1944)
- Медаль «За победу над Германией в Великой Отечественной войне 1941—1945 гг.» (1945)[10][11]